# Parlamentsvalet i Indien 1957
Parlamentsvalet i Indien 1957 var det självständiga Indiens andra parlamentsval. I valet utsågs den andra Lok Sabhan, landets direktvalda underhus. Lok Sabha hade då 545 ledamöter. I valen 1951 och 1957 hade vissa valkretsar fler än en kandidat. Valdeltagande var 55,42%

## Mandatfördelning
Först listas partier erkända som National Parties, sedan partier erkända som State Parties och sist icke erkända partier som vunnit mandat. Icke erkända partier som inte vunnit något mandat listas inte.
| Parti                                                   | Förkortning | Andel röster | Mandat |
| ------------------------------------------------------- | ----------- | ------------ | ------ |
| Bharatiya Jana Sangh                                    | BJS         | 5,97         | 4      |
| Communist Party of India                                | CPI         | 8,92         | 27     |
| Kongresspartiet                                         | INC         | 47,78        | 371    |
| Praja Socialist Party                                   | PSP         | 10,41        | 19     |
| Akhil Bharatiya Hindu Mahasabha                         | ABHM        | 0,86         | 1      |
| Akhil Bharatiya Ram Rajya Parishad                      | RRP         | 0,38         | 0      |
| Chota Nagpur Santhal Parganas Janata Party              | CNSPJP      | 0,42         | 3      |
| Forward Bloc (Marxist)                                  | AIFB        | 0,55         | 2      |
| Ganatantra Parishad                                     | GP          | 1,07         | 7      |
| Jharkhand Party                                         | JKP         | 0,62         | 6      |
| Peasants and Workers Party of India                     | PWPI        | 0,77         | 4      |
| Peoples Democratic Front                                | PDF         | 0,87         | 2      |
| Praja Party                                             | PP          | 0,12         | 0      |
| Revolutionary Socialist Party                           | RSP         | 0,26         | 0      |
| Scheduled Castes Federation                             | SCF         | 1,69         | 6      |
| Oberoende                                               | -           | 19,32        | 42     |
| Utsedda av presidenten för den angloindiska minoriteten | -           | -            | 2      |